# Soldato-Aleksàndrovskoie
Soldato-Aleksàndrovskoie (en rus: Солдато-Александровское) és un poble del krai de Stàvropol, a Rússia, que en el cens del 2010 tenia 9.516 habitants. Pertany al districte rural de Zelenokumsk.